# Joaquín Alós y Brú
Joaquín Alós y Brú (en catalán Joaquim Alós i Bru) (Barcelona,  27 de enero de 1746 - Lima, 1827) fue un militar y funcionario miliar español. Ocupó los cargos de corregidor de Oruro, corregidor de Chayanta desde 1777 hasta 1781, gobernador intendente del Paraguay de 1787 a 1796 y gobernador militar de Valparaíso.

## Biografía
Joaquín de Alós y Brú, nacido en Barcelona el 27 de enero de 1746, era hijo de Antonio de Alós y de Rius y Teresa de Brú. Tuvo por hermanos a  José, el II Marqués de Alós, y Ramón de Alós y Brú, entre otros.
Inició su carrera militar como Capitán del Regimiento de Infantería de Aragón; realizó parte de su carrera en Orán (norte de África); Caballero de Santiago desde 1769; estuvo casado con Agustina de Villalba González, con la que tuvo varios hijos que fallecieron jóvenes.
Joaquín de Alós pasó a América en 1767, ejerciendo en el Perú como coronel y subdirector de milicias. Ejerció como corregidor de Oruro por poco tiempo, debido a que la plaza le resultaba pobre y carentes de recursos; y luego fue nombrado corregidor de Chayanta donde estuvo más tiempo (1777 - 1781). Durante su etapa de gobierno en Chayanta se produjo un levantamiento liderado por Tomás Catari y sus hermanos. Por estos hechos fue llamado en 1781 a Buenos Aires por Juan José de Vértiz y Salcedo, virrey del Río de la Plata, para que fuera juzgado como responsable de los disturbios. Finalmente sería absuelto de culpa y cargo en 1783.
Sus malos antecedentes no fueron obstáculo para que se le colocase al frente de la Gobernación Intendencia del Paraguay; siendo nombrado para el cargo en 1786, tomando posesión al año siguiente y continuando hasta 1796. Para algunos historiadores, Joaquín de Alós no habría hecho mal papel en ese cargo, avanzando en el crecimiento económico de la provincia del Paraguay a costa de enfrentamientos con la élite capitular.
Desde 1799 Joaquín Alós ocupó el cargo de gobernador militar de Valparaíso con el grado de Coronel, convirtiéndose en el último gobernante colonial de esta ciudad. En enero de 1811 fue depuesto por los patriotas chilenos que declararon la independencia y pasó a luchar junto a las fuerzas realistas en Perú. En esta última etapa sería propuesto como comandante militar de la provincia de Cuzco, aunque no pudo aceptar por motivos de salud. Falleció en Lima en 1827.
| Predecesor:                        | Corregidor de Chayanta 1777 - 1781            | Sucesor:                             |
| Predecesor: Pedro Melo de Portugal | Gobernador intendente de Paraguay 1787 - 1796 | Sucesor: Lázaro de Rivera y Espinosa |
| Predecesor: Luis de Álava          | Gobernador militar de Valparaíso 1799 - 1811  | Sucesor: Juan Mackenna O'Reilly      |